# Jadwiga Kunert
Jadwiga Kunert (7. června 1907, Varšava – 7. srpna 1970, Děhylov) byla polská evangelická diakonka.
Roku 1924 vstoupila do varšavského evangelického diakonátu „Tabita“. Po Druhé světové válce začala působit v evangelickém ženském diakonátu Eben-Ezer v Děhylově na Těšínsku. Vedla noviciát a byla zástupkyní sestry představené.
Kromě služby charitativní se intenzivně věnovala biblickému vyučování a evangelizaci.

### Internet
- (polsky) Wspomnienie siostry diakonisy Jadwigi Kunert (luteranie.pl, 7. 8. 2020)